# Janela de infectividade
Janela de infectividade corresponde ao período em que as crianças apresentam maior risco de aquisição de S. mutans, o qual corresponde à idade entre 1,5 e 2,5 anos de idade.
Após 2,5 anos de idade, as chance de aquisição destas bactérias são drasticamente reduzidas, sendo que crianças infectadas durante a janela de infectividade mantêm-se livres de S. mutans até, pelo menos, os cinco anos de idade.
As chances de colonização bucal por S. mutans aumenta com a erupção dos dentes, uma vez que esta espécie depende de superfícies não descamativas para se acumular na cavidade bucal. Os primeiros dentes decíduos iniciam sua erupção por volta dos 6 meses de idade. Portanto, a partir desta fase, existem superfícies rígidas para a formação da placa dental. Estudos epidemiológicos[carece de fontes?] indicam que crianças colonizadas antes dos 2 anos de idade apresentam maior incidência de cárie durante a infância, quando comparadas a crianças infectadas mais tardiamente.